# سهيل كيوان
سهيل كيوان كاتب صحافي وروائي فلسطيني، ولد في قرية مجد الكروم في الجليل الغربي عام 1956م. أب لـ (4) أولاد، درس الأبتدائية في قريته والثانوية في الرامة الزراعية، درس الفلسفة لمدة عام في برلين الشرقية، عمل بكل الأعمال السوداء والأعمال الحرة والتجارة، ثم عمل عمل منذ عام 1998م محررا ادبيا في صحيفة كل العرب الصادرة في الناصرة حتى 2014. بدأ الكتابة في مجلة الجديد الصادرة في حيفا، وفي جريدة الأتحاد الحيفاوية ومجلة الغد منذ العام 1983م.
يكتب المقالة الصحفية السياسية والأدبية والاجتماعية. يكتب منذ سنوات في صحيفة القدس العربي الصادرة في لندن وكذلك في موقع عرب 48 في حيفا. كتب مئات القصص القصيرة والمقالات في الصحافة المحلية والصحافة العربية.نشر ثلاث روايات وخمس مجموعات قصصية وعشر قصص للأطفال ودراستان وعدد من المسرحيات. يعمل مع المكتبات ومجمع اللغة العربية والسلة الثقافية في لقاءات مع الطلاب، ضمن برامج لقاء مع كاتب، فاز بجائزة مؤسسة توفيق زياد للثقافة الوطنية عام 2002 عن دراسة نقدية في أدب غسان كنفاني. بعنوان الجمال الحزين العطاء المتوهج.
كان أدبه وما يزال موضوع دراسة ونقد للعديد من النقاد والمبدعين الفلسطينيين والعرب، وقدم كثير من طلاب وطالبات الأدب العربي في مختلف المراحل التعليمية دراسات في أدبه بتوجيه من كبار أساتذة الأدب العربي في البلاد.

## من مؤلفاته
- صدرت له مجموعة قصصية أولى عن دار الأسوار العكية بعنوان المبارزة عام 1990.
- صدر له أحزان النخيل، قصص، 1993.
- عصي الدمع (رواية)، 1997، مؤسسة الأسوار، عكا.
- مقتل الثائر الأخير، 1998، رواية الأسوار، عكا.
- المفقود رقم 2000، رواية، 2000، الأسوار، عكا. استخدمت في فيلم سينمائي روائي طويل من قبل المخرج علي نصار بعنوان «جمر الحكاية»)
- هوميروس من الصحراء، دراسات في شعر سميح القاسم، بالشراكة مع مؤلفين آخرين، 2000.
- دراسة غسان كنفاني: الجمال الحزين العطاء المتوهج، 2003، عن المؤسسة الفلسطينية للإرشاد القومي.
- بلد المنحوس، 2018 رواية، مكتبة كل شيء حيفا.

## مسرحيات الكاتب سهيل كيوان
- الأرض بتظل تدور، مثلها مسرح الرسالة في مجد الكروم، لم تصدر في كتاب، 1982.
- ستة على ستة، مسرحية ساخرة حصلت على جائزة تقديرية من مسرح الميدان في حيفا.
- أوراق فتحية الأعفر، قصة مسرحية بالعامية، نشرت على حلقات في صحيفة كل العرب عام 2004.
- مع فائق الاحترام، بيت الكرمة، إخراج نبيل عازر.
- مملكة المرايا: مسرحية للفتيان، 2008 طبعة أولى، تلتها عدة طبعات، رسومات آنا فورلاتي، الأسوار-عكا. عرضت المسرحة في مسرح بيت الكرمة.

## مؤلفاته للأطفال
- القرد الشره، طبعة أولى 1995، تلتها عدة طبعات، رسومات إيرينا كركبي، مركز أدب الأطفال، حيفا. جاءت فكرة قصة «القرد الشره» من ظاهرة الشراهة عند البعض، وخاصة الصغار الذين يجهلون كيفية الحفاظ على نظام طعام صحي وكيف يحافظون على رشاقتهم البدنية. ورأى الكاتب أن الطريقة الأنسب لتوضيح الفكرة للصغار هي التكلم على لسان الحيوانات.
- العصافير الطيبة، 1998، رسومات جهينة حبيبي قندلفت، عن مركز أدب الأطفال، حيفا.
- خربوشة وأولادها، 2005، رسومات إليزابيث محاميد، مركز أدب الأطفال، الناصرة.
- زفاف حليب وشوكلاطة، 2012، رسومات فيتا تنيل، أ. دار الهدى د. زحالقة.
- أغلى من الذهب بكثير، 2013، رسومات نوار أبو خضرة راشد مركز الكتاب والمكتبات في إسرائيل، أدب الأطفال العربي.
- علبة حلاوة، رسومات منار نعيرات، 2015، الأسوار-عكا.
- في قريتنا انتخابات، 2016، الأسوار-عكا.
- مملكة المرايا: مسرحية للفتيان، 2008 طبعة أولى، تلتها عدة طبعات، رسومات آنا فورلاتي، الأسوار-عكا. عرضت المسرحة في مسرح بيت الكرمة.

## مجموعات قصصية
صدرت له خمس مجموعات قصصية:
- المبارزة، 1991، الأسوار-عكا.
- أحزان النخيل، 1993، الخميس.
- تحت سطح الحبر، 2005، دار الماجد، رام الله.
- مديح لخازوق آخر، 2013، دار راية، حيفا.
- مصرع حاتم طي، 2018، مكتبة كل شيء حيفا.

## روابط خارجية
- نظرات في أدب سهيل كيوان، دراسة، د. محمد حمد، موسوعة أبحاث ودراسات في الأدب الفلسطيني الحديث.
- مقالات الكاتب في موقع صحيفة القدس العربي
- مقالات الكاتب سهيل كيوان في موقع عرب48
- قراءة في قصة «في بلدنا انتخابات»، موقع بقجة[2]

- سهيل كيوان في بلد المنحوس، عادل الاسطة
- مشروع القصة القصيرة The Short Story Project
- قراءة في رواية بلد المنحوس، رشدي الماضي [3]

- حوار مع الأديب سهيل كيوان عبر قناة مساواة[4]
- «الرؤية المغايرة» رواية بلد المنحوس، د. فياض هيبي: الجزء الأول[5] و الجزء الثاني[6]
- قراءة في قصة علبة حلاوة، سهيل عيساوي [7]
- سهيل كيوان في مجموعته القصصية تحت سطح الحبر نسخة محفوظة 25 أغسطس 2015 على موقع واي باك مشين.، نبيه القاسم[8]
- مجموعة سهيل كيوان القصصية «مصرع حاتم طي»: السخرية وسلية لتقصي المرارة الاجتماعية، د. فياض هيبي'[9]
- مسرحية مملكة المرايا والأهداف المتنوعة، جميل السلحوت
- قصة علبة الحلاوة -موقع ديوان العرب [10]
- قراءة في «مديح لخازوق آخر» سهيل كيوان وبطولة الاشتباك الساخر مع الواقع، د. محمد هيبي [11]

## جوائز
- حصل على جائزة مؤسسة توفيق زياد للثقافة والإبداع عام 2001، عن دراسة نقدية في أدب غسان كنفاني بعنوان «الجمال الحزين العطاء المتوهج».
- حصل على جائزة تقديرية من مسرح الميدان في حيفا - عن مسرحية «ستة على ستة».
- حصل على جائزة دولية من السويد على أسم «آنا ليند» لأدب الأطفال عن مسرحية «مملكة المرايا» والتي أخرجها قاسم شعبان وعرضت أكثر من مائة عرض في مدارس البلاد، صدرت عن دار الأسوار للطفل -عكا .